# Kalkudden
Kalkudden är en tätort (före 2015 småort) i Kärnbo socken, cirka tre kilometer öster om Mariefred i Strängnäs kommun. Området ligger intill Mälaren och är främst ett fritidshusområde, efter att tidigare varit ett tegelbruk.

## Historia

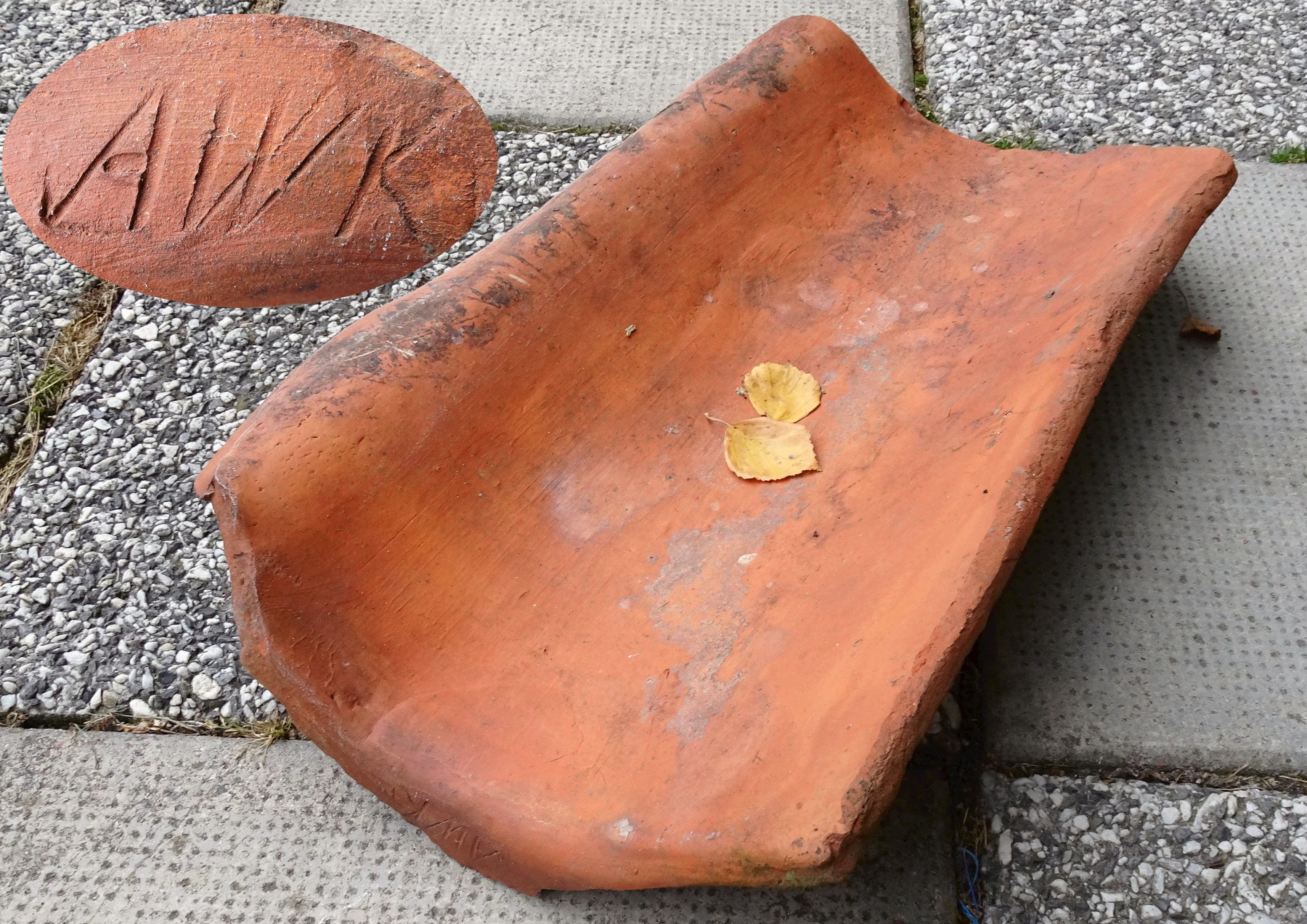
Takpanna från Kalkudden märkt "AWK".

Tegelbruket anlades år 1751 av borgmästaren i Stockholm, Gustaf Kierman, som även var direktör i Ostindiska kompaniet och politiker inom hattpartiet. Bruket var dimensionerat för en tillverkning av 600 000 tegel per år. Det gjorde Kalkuddens tegelbruk till landskapets och möjligen även landets största tegelbruk vid den tiden. År 1760 var produktionen 140 000 murtegel och 60 000 taktegel.
Senare övertogs driften av tegelbruket av Kiermans svärson, baron Johan Diedric Duwall, som ägde godset Taxinge-Näsby och producerade svartglaserat taktegel. Diedrik Dyvall efterträddes av bergsrådet Anders von Wahrendorff (död 1848). Under hans tid (1795–1848) vid bruket stämplades taktegelet AWK (Anders von Wahrendorff Kalkudden). Därefter stannade bruket i Taxinge-Näsbys ägo till 1925 då det såldes till AB Murtegel.
Verksamheten vid Kalkuddens tegelbruk lades ned år 1949 och de flesta byggnaderna revs. Det finns bland annat två före detta arbetarlängor bevarade. Dessutom finns det flera rester av lertäkter från tegeltillverkningen i området.

## Befolkningsutveckling
| Befolkningsutvecklingen i Kalkudden 2015–2020                                                               | Befolkningsutvecklingen i Kalkudden 2015–2020 | Befolkningsutvecklingen i Kalkudden 2015–2020 | Befolkningsutvecklingen i Kalkudden 2015–2020 | Befolkningsutvecklingen i Kalkudden 2015–2020 |
| --- | --------------------------------------------- | --------------------------------------------- | --------------------------------------------- | --------------------------------------------- |
| |                                               |                                               |                                               |                                               |
| År |                                               |                                               | Folkmängd                                     | Areal (ha)                                    |
| 2015 | 2015                                          |                                               | 278                                           | 181                                           |
| 2020 | 2020                                          |                                               | 285                                           | 185                                           |
| Anm.: ny tätort 2015. Var före dess en småort och fritidshusområde som 2010 hade 295 invånare på 167 hektar |                                               |                                               |                                               |                                               |

295 167

## Bebyggelse och sevärdheter
Intill platsen för det tidigare tegelbruket finns Kalkuddens gård med flera byggnader från 1700-talet. Huvudbyggnaden är från 1887. I området finns även en fornborg, Kalkudda skans.

## Kommunikationer
En skolbusslinje trafikerar sträckan Kalkudden–Mariefred (och Gripsholm) under kommunala grundskolans läsdagar.